# 1926 en littérature
| Années de la littérature : 1923 - 1924 - 1925 - 1926 - 1927 - 1928 - 1929    |
| Décennies de la littérature : 1890 - 1900 - 1910 - 1920 - 1930 - 1940 - 1950 |

Cet article présente les faits marquants de l'année 1926 en littérature.

## Parutions
- Michel Brennet, pseudo Marie Bobillier, Dictionnaire pratique et historique de la musique (complété par A. Gastoué), Paris, Armand Colin, 487 p. (OCLC 4530106, lire en ligne)

### Essais
- André Malraux, La Tentation de l’Occident (août).
- Amédée Fayol, Auteuil au cours des âges, éd. Les Publications techniques et artistiques (Paris)
- Lucie Delarue-Mardrus, Embellissez-vous, éditions de France
- Fulcanelli, Le Mystère des Cathédrales.
- Bernard Groethuysen, Introduction à la pensée philosophique allemande depuis Nietzsche, éd. Stock.
- Jan Smuts, Holism and Evolution.
- Marcel Paon, L'immigration en France, Paris, Payot.

### Poésie
- Louis Aragon, Le Mouvement perpétuel
- Paul Éluard, Capitale de la douleur (septembre).

### Romans

#### Auteurs francophones
- Louis Aragon, Le Paysan de Paris
- Marcel Aymé, Brûlebois
- Georges Bernanos, Sous le soleil de Satan (mars)
- Blaise Cendrars, Moravagine
- Colette, La Fin de Chéri
- Henri Deberly, Le Supplice de Phèdre
- Georges Duhamel, La Pierre d'Horeb
- André Gide, Les Faux-monnayeurs (février)
- Jean Giraudoux, Bella
- Joseph Kessel, Les Captifs
- Pierre Louÿs, Trois filles de leur mère (posthume)
- Armand Lunel, Nicolo-Peccavi ou l'Affaire Dreyfus à Carpentras
- Pierre Mac Orlan, Les Clients du Bon Chien jaune
- André Maurois, Bernard Quesnay
- Henry de Montherlant, Les Bestiaires
- Maurice Renard, ? Lui ?
- Charles Silvestre, Prodige du cœur
- Jules Supervielle, Le Voleur d'enfants
- Paul Valéry, La Soirée avec monsieur Teste

#### Auteurs traduits
- Dezső Kosztolányi, Anna Edes.
- H.P. Lovecraft, L'Appel de Cthulhu
- Alan Alexander Milne (anglais), Winnie-the-Pooh (Winnie l'ourson).
- Vladimir Nabokov, Machenka
- Mark Twain, Les Aventures de Tom Sawyer (mai).
- William Faulkner, Soldiers' Pay, premier roman de l'auteur.

### Nouvelles
- Cavalerie rouge, Isaac Babel

## Théâtre
- 14 février : Les Exilés, pièce de James Joyce.
- 15 mai : Orphée, pièce de Cocteau.
- 9 décembre : Jazz, pièce de Pagnol créée à Monte-Carlo.

- Jules Romains : Le Dictateur

## Récompenses et prix littéraires
- Prix Goncourt : Le Supplice de Phèdre d'Henri Deberly
- Prix Femina : Prodige du cœur de Charles Silvestre
- Grand prix du roman de l'Académie française : Le Désert de l'amour de François Mauriac
- Prix Renaudot : Nicolo-Peccavi ou l'affaire Dreyfus à Carpentras d'Armand Lunel, premier Prix Renaudot de l'histoire.
- Prix Nobel de littérature : Grazia Deledda

## Principales naissances
- 28 avril : Harper Lee, romancière américaine († 19 février 2016).
- 9 mai : John Middleton Murry, Jr., écrivain britannique de science-fiction († 29 avril 2002).
- 21 mai : Robert Creeley, poète américain († 30 mars 2005).
- 10 juin : Jérôme Peignot, poète, écrivain français († 19 juillet 2025).
- 25 juin : Ingeborg Bachmann, écrivaine autrichienne († 17 octobre 1973).
- 9 août : Frank M. Robinson, écrivain américain de science-fiction († 30 juin 2014).
- 15 octobre : Michel Foucault, écrivain et philosophe français († 25 juin 1984).
- 23 novembre : Carlos Semprún Maura, écrivain espagnol († 23 mars 2009).
- 25 novembre : Poul Anderson, écrivain américain († 31 juillet 2001).
- 1er décembre : Fernanda Botelho, écrivain et poétesse portugaise († 11 décembre 2007).
- 15 décembre : Josep Maria Castellet, écrivain, critique littéraire et éditeur espagnol († 9 janvier 2014).

## Principaux décès
- 1er avril : Giovanni Amendola, journaliste, philosophe et homme politique antifasciste italien des suites d’une agression (° 1882).
- 29 décembre : Rainer Maria Rilke, poète autrichien.